# Никульское (Ленинградская область)
Никульское — деревня в Шугозёрском сельском поселении Тихвинского района Ленинградской области России.

## История
Деревня Никульское упоминается на карте Новгородского наместничества 1792 года А. М. Вильбрехта.

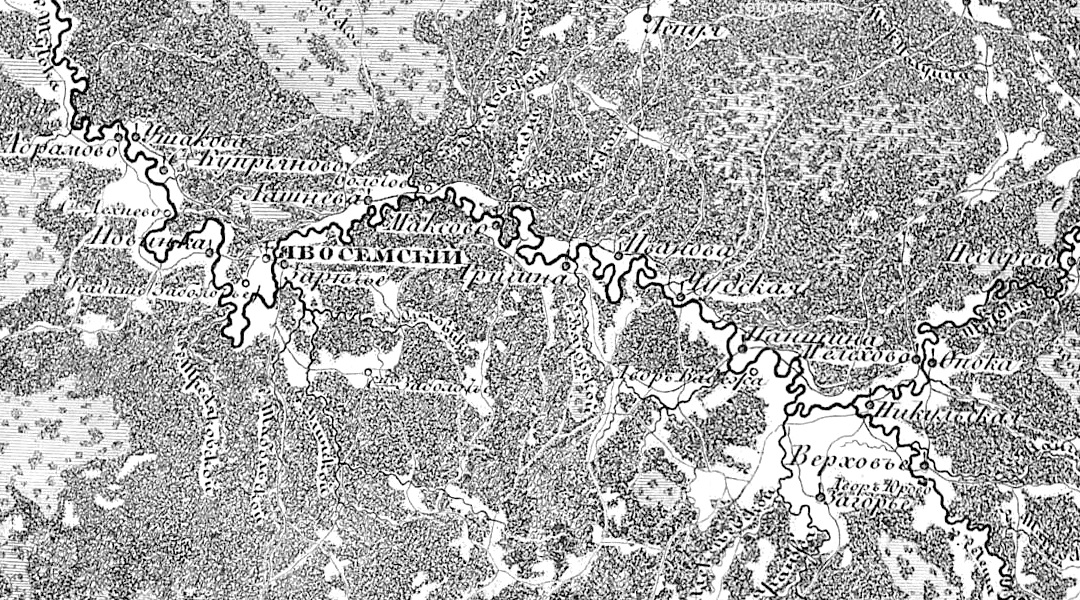
Деревня Никульская на семитопографической карте Новгородской губернии 1847 года

НИКУЛЬСКО — деревня Верховского общества, прихода Явосемского погоста. Река Явосьма. 

Крестьянских дворов — 27. Строений — 41, в том числе жилых — 36. Мелочная лавка.

Число жителей по семейным спискам 1879 г.: 64 м. п., 72 ж. п.; по приходским сведениям 1879 г.: 79 м. п., 87 ж. п.

Сборник Центрального статистического комитета описывал её так:

НИКУЛЬСКА — деревня бывшая государственная при реке Хвосьме, дворов — 22, жителей — 132; часовня, лавка. (1885 год)

В конце XIX — начале XX века деревня административно относилась к Деревской волости 5-го земского участка 3-го стана Тихвинского уезда Новгородской губернии.

НИКУЛЬСКОЕ — деревня Верховского общества, дворов — 47, жилых домов — 52, число жителей: 137 м. п., 159 ж. п.

Занятия жителей — земледелие, сплав леса. Реки Тутока и Ретеша. Церковь, земская школа, часовня, 2 мелочных лавки. (1910 год)

С 1917 по 1918 год деревня входила в состав Деревской волости Тихвинского уезда Новгородской губернии.
С 1918 года — в составе Череповецкой губернии.
С 1924 года — в составе Пикалёвской волости.
С 1927 года — в составе Никульского сельсовета Пикалёвского района.
В 1928 году население деревни составляло 290 человек.
С 1931 года — в составе Капшинского района.
Согласно карте Ленинградской области Северо-западного аэрогеодезического треста ГГУ издания 1932 года деревня насчитывала 29 крестьянских дворов. В деревне находились: сельсовет, почта и мукомольная водяная мельница:
| Внешние изображения | Внешние изображения                   |
| ------------------- | ------------------------------------- |
|                     | Деревня Никульское на карте 1932 года |

По данным 1933 года село Никульское являлось административным центром Никульского сельсовета Капшинского района, в который входили 7 населённых пунктов: деревни Верховье, Загоры, Мелехово, Мулава, Нестерово, Холм и село Никульское, общей численностью населения 1262 человека.
По данным 1936 года в состав Никульского сельсовета входили 9 населённых пунктов, 218 хозяйств и 9 колхозов, административным центром сельсовета была деревня Никульское.
В 1961 году население деревни составляло 176 человек.
С 1963 года — в составе Тихвинского района.
С 1965 года — в составе Явосемского сельсовета.
По данным 1966, 1973 и 1990 годов, деревня Никульское также входила в состав Явосемского сельсовета Тихвинского района.
В 1997 году в деревне Никульское Шугозёрской волости проживали 34 человека, в 2002 году — также 34 человека (русские — 97 %).
В 2007 году в деревне Никульское Шугозёрского СП проживал 21 человек, в 2010 году — 23.

## География
Деревня расположена в восточной части района на автодороге 41К-885 (Шугозеро — Никульское).
Расстояние до административного центра поселения — 29 км.
Расстояние до ближайшей железнодорожной станции Тихвин — 95 км.
Деревня находится на правом берегу рек Явосьма и Ретеша, через деревню протекает река Тутока.

## Демография
| 2007 | 2010 | 2017 |
| ---- | ---- | ---- |
| 21   | ↗23  | ↘20  |

### Национальный состав
Согласно данным Всероссийской переписи населения 2021 года в деревне проживали 15 человек, все русские.

## Улицы
Береговая, Заречная, Прибрежная, Речная, Садовая, Социальная, Труда.